# Kamëz
Kamëz, Kamza – miasto w środkowej Albanii w obwodzie Tirana i okręgu Tirana. W dniu 31 grudnia 2008 roku zamieszkiwane było przez 90 633 mieszkańców.
Kamëz jest jednym z najmłodszych i najbardziej dynamicznie rozwijających się miast Albanii zlokalizowanym na północnym obrzeżu Tirany, odległym od niej zaledwie 7 km. Jeszcze w roku 1975 była obszarem  wiejskim z liczbą mieszkańców nieprzekraczającą 6000. Powstała w roku 1996 w wyniku połączenia 6 komun wiejskich i Bathore, najbardziej rozwiniętego sąsiedztwa Tirany.  Całkowicie chaotyczny i „dziki” rozwój miasta związany jest z olbrzymim napływem ludności wiejskiej po upadku władz komunistycznych, któremu towarzyszy brak rozwoju infrastruktury. Miasto znajduje się w obszarze aglomeracji Tirany.
W mieście znajduje się kampus Uniwersytetu Rolniczego w Tiranie (Universiteti Bujqesor i Tiranes, zał. 1951).
W pierwszej lidze piłkarskiej Albanii występuje KS Kamza.

## Miasta partnerskie
- – Yonkers, Stany Zjednoczone (2011)
- – Kemalpaşa, Turcja (2011)
- – Macerata, Włochy (2010)
- – Jena, Niemcy